# سونغ هان-كي
سونغ هان-كي (هانغل: 송한기) هو لاعب كرة قدم كوري جنوبي في مركز الدفاع، ولد في 7 أغسطس 1988 في كوريا الجنوبية. لعب مع شونان بلمار ونادي غويانغ زايكرو.

## وصلات خارجية
- سونغ هان-كي على موقع رابطة كرة القدم اليابانية للمحترفين (اليابانية)
- سونغ هان-كي على موقع دوري كوريا الجنوبية (الإنجليزية)
- سونغ هان-كي على موقع قاعدة بيانات كرة القدم.إي يو (الإنجليزية)
- سونغ هان-كي على موقع Soccerway.com (الإنجليزية)